# Laudakia tuberculata
Espèce
Synonymes
- Agama tuberculata Gray, 1827
- Stellio indicus Blyth, 1853
- Barycephalus sykesii Günther, 1860

Laudakia tuberculata est une espèce de sauriens de la famille des Agamidae.

## Répartition
Cette espèce se rencontre en Afghanistan, au Pakistan, dans le nord de l'Inde, au Népal, et au Tibet en Chine.

## Publication originale
- Hardwicke & Gray, 1827 : A synopsis of the species of saurian reptiles, collected in India by Major-General Hardwicke. The Zoological Journal, London, vol. 3, p. 214-229 (texte intégral).